# Euripus (arquitectura)
Euripus (en latín, euripus; gn. itiuripi) era el canal construido por Julio César que rodeaba la arena del Circo Máximo para evitar accidentes con animales en las venationes y exhibiciones de fieras.

### Su construcción
Tras el incidente ocurrido en el año 55 a. C., con el espectáculo organizado por Pompeyo en el Circo Máximo, con motivo de la inauguración del templo de Venus Victrix en Roma, en el que unos 80 elefantes (según Dion Casio), 18 (Según Séneca), o entre 17 y 20 (según Plinio), se lanzaron hacia las vallas de hierro que separaban la arena del público, pudiendo provocar un importante accidente, Julio César incorporó a la arena del circo un foso para presentar al público. Fue construido hacia el 46 a. C., durante el tercer consulado de César.

### Su amortización
El canal, que rodeaba la arena y estaba lleno de agua, fue finalmente amortizado (rellenado) por Nerón para ampliar la capacidad del edificio y añadir plazas especiales a los caballeros.

### ¿Euripus o Espina?
Si bien, en un principio, el euripus era el canal excavado en todo el perímetro de la arena del Circo Máximo y que protegía a los espectadores durante los espectáculos con animales, el término también terminó designando el muro central del circo que dividía la arena en dos partes. Así que, aunque actualmente denominamos spina a este elemento arquitectónico, su denominación más correcta, puesto que los romanos lo llamaban así,es la de euripus.